# كونور كوني
كونور كوني (بالإنجليزية: Conor Cooney)‏ هو لاعب قذف أيرلندي، ولد في 22 أكتوبر 1992 في بالينسلو ‏ في جمهورية أيرلندا.